# Ilona Elek
Ilona Elek-Schacherer, madžarska sabljačica, * 17. maj 1907, † 24. julij 1988.